# Leptotes jeanneli
Leptotes jeanneli är en fjärilsart som beskrevs av Henry Stempffer 1936. Leptotes jeanneli ingår i släktet Leptotes och familjen juvelvingar. Inga underarter finns listade i Catalogue of Life.